# Aulnay-la-Rivière
Aulnay-la-Rivière è un comune francese di 529 abitanti situato nel dipartimento del Loiret nella regione del Centro-Valle della Loira.

## Società

### Evoluzione demografica
Abitanti censiti